# Cesare Cabella
Cesare Cabella (Genova, 2 febbraio 1807 – Genova, 2 aprile 1888) è stato un politico e avvocato italiano, rettore dell'Università di Genova dal 1870 al 1878.

## Biografia
Nipote di Cesare Parodi, avvocato e professore di diritto commerciale all'Università di Genova, fu figlio del commerciante di stoffe Giovanni Cabella e di Vittorina Parodi. Discepolo dello scolopio Stefano De Gregori, entrò nel collegio reale per passare nel 1823 alla Facoltà di giurisprudenza dell'Università di Genova. 
Conseguita la laurea l'undici agosto 1828, fu cacciato da Piacenza nel 1832 perché sospettato di essere in relazione con gli ambienti mazziniani. Nel 1833 difese, riuscendo a evitargli la condanna alla pena capitale, il sottotenente Giuseppe Thappaz, sorpreso con un manuale di istruzioni per gli affiliati alla Giovine Italia.
Dopo che ebbe difeso un altro mazziniano, poiché la polizia lo aveva individuato come soggetto troppo vicino alla Giovine Italia e fortemente ostile ai Savoia, su suggerimento di amici si recò in volontario breve esilio in Sicilia.
Tornò a Genova nel 1835 dedicandosi esclusivamente all'avvocatura e acquisendo fama di principe del foro.
Succeduto a Bixio alla presidenza del Circolo Nazionale - essendosi attenuata la sua ostilità ai Savoia - invitò tutti i patrioti ad appoggiare lo sforzo militare del Piemonte contro gli austriaci e contribuì alla organizzazione di corpi di volontari.
Divenuto deputato difese sempre gli interessi di Genova dai banchi della sinistra costituzionale.
Nel 1862 fu nominato professore ordinario alla cattedra di diritto civile dell'Università di Genova e nel 1870 fu eletto rettore della medesima università; in quello stesso anno venne nominato senatore del regno d'Italia.
Cabella fu anche per diversi anni consigliere comunale.
Nel 1874 fu il primo presidente del consiglio dell'ordine degli avvocati di Genova costituito in forza della legge forense e ricoprì la carica sino al 1888 anno della sua morte.
Partecipò al voto quando si decise l'annessione dell'ex Stato Pontificio all'Italia.
A Cabella è stata dedicata una via a Genova nel quartiere di Castelletto a Genova.